# Deadend Street GIRL
「Deadend Street GIRL」（デッドエンド・ストリート・ガール）は、堀ちえみの14枚目のシングル。1985年4月24日にキャニオン・レコードよりリリースされた。

## 概要
表題曲「Deadend Street GIRL」は、ムーンライダーズの鈴木博文が作詞し、堀が学生の頃から好きだったというシーナ&ザ・ロケッツに在籍した鮎川誠が作曲を手掛けた曲で、シーナの声でデモテープをもらったと堀が語っている（CD-BOXブックレットにて）。イントロ及びアウトロには、シングルでは初となる堀の台詞が加えられている。この曲は花王 ″エッセンシャルシャンプー″ CF曲として使用された。
オリコン・シングルチャートにおいては、1983年発売の「さよならの物語」以降、10作連続となる週間10位以内（最高9位・売上枚数10.6万枚）にランクインした。

## 収録曲
1. Deadend Street GIRL
作詞：鈴木博文／作曲：鮎川誠／編曲：鈴木茂
2. 夢色・夏色物語
作詞：鈴木博文／作曲：村田和人／編曲：鈴木茂